# أنفيرث

"بيوولف يرد على أنفيرث". (1910) من رسم جون هنري بيكون.

أنفيرث، هانفيرث أو هونفيرث (بالإنجليزية: Unferth)‏ و(بالإنجليزية القديمة: Unferð)‏. طبقاً لملحمة بيوولف الأنجلوساكسونية، يُعتبر أنفيرث خادم للملك الدنماركي هروثغار. يظهر اسمه أربع مرات في القصيدة في السطور 499 و530 و1165 و1488 (مكتوب دائمًا Hunferð)، وكذلك في السطر 980 من تسمية «ابن إكلافيس» (بالإنجليزية: The Son of Eclafes)‏. معنى الاسم متنازع عليه ولا يظهر الاسم في أي مخطوطة إنجليزية قديمة خارج مجلد Nowell Codex، الذي يحتوي على بيوولف. تم اقتراح العديد من النظريات العلمية حول أنفيرث. أنفيرث هو أيضًا اسم شخصية في رواية جريندل الحديثة لجون غاردنر، والتي كتبها استنادًا إلى ملحمة بيوولف.

## الظهور في بيوولف
يظهر أنفيرث ما مجموعه خمس مرات في القصيدة.

### تحدي بيوولف (السطور 499-558)
يظهر أنفيرث لأول مرة في السطر 499، يقول الشاعر أن أنفيرث يغار من شهرة بيوولف (منذ أن قتل بيوولف الوحش جريندل الذي فشل أنفيرث في هزيمته).
في السطر 506، أنفيرث يطعن في بيوولف ويعرض قصة مسابقة بيوولف للسباحة مع بريكا. يسخر أنفيرث من القرار الأحمق الذي اتخذه بيوولف بإجراء مسابقة السباحة (أو التجديف) في بحر الشمال متجاهلاً كل النصائح، ويُعلن أنفيرث أنه خسر. وينتهي بالتنبؤ بنتيجة سيئة إذا تجرأ بيوولف على جريندل.
يجيب بيوولف على التحدي من خلال التباهي بأنه أقوى سباح في العالم، ويسلي الناس بحكاية حول كيف في تلك المسابقة سبح فيها بحر الشمال بدروع كاملة أثناء حمله سيفًا قتل فيه تسعة وحوش بحرية ضخمة ومنها تم جره إلى قاع المحيط وحملته التيارات إلى شاطئ أرض الفنلنديين.
يقول بيوولف إنه لم يسمع قط عن أي شخص آخر يخوض مثل هذه المعركة البحرية الكبرى كما كان. ثم يضيف بشكل خاص أنه لم يسمع قط مثل هذه القصص التي تروى عن أنفيرث، وفي الواقع القصة التي يرويها الناس عن أنفيرث هي كيف قتل إخوته، والتي كما يتوقع بيوولف، سيتم تعذيب أنفيرث في الجحيم بسببها على الرغم من ذكائه.

### تغييره (السطور 980-984)
بعد أن قتل جريندل على يد بيوولف، يبدو أن أنفيرث تغيرت مشاعره. عندما عُلِّقَ بيوولف ذراع جريندل الممزق عند باب هيرويت، يقول الشاعر «لم يكن هناك رجل أكثر صمتًا من ابن Ecglaf»، ولم يعد يلقي خطابات التفاخر.

### منصبه كمتحدث باسم الملك (السطور 1165-1168)
في العيد الاحتفالي بعد مقتل جريندل، يكرر الشاعر أن أنفيرث جلس عند أقدام الملك، وأطلق عليه الملك لقب المتحدث باسم الملك، ويمضي الشاعر ليقول إن الجميع يعرفون شجاعة ووفاء أنفيرث، «على الرغم من أنه لم يرحم أقاربه في لعبة السيف».

### في البحيرة (السطور 1455-1472)
عندما تهاجم والدة جريندل القاعة، يلاحقها الدانيون والجيتس إلى حيث تعيش. بينما يتسلح بيوولف بنفسه للدخول، يقدم أنفيرث له سيفه. يُشار إلى أنفيرث هنا باسم ðyle أي «المتحدث باسم الملك» للمرة الثانية والأخيرة. يقول الشاعر أن أنفيرث «لم يضع في اعتباره» إهاناته الصعبة السابقة التي تحدث عنها «عندما كان مخموراً»، لكنه اعترف بأن بيوولف كان «أفضل مقاتل بالسيوف». يضيف الشاعر أن أنفيرث «لم يجرؤ» على الغوص لمهاجمة والدة جريندل، وبالتالي «تم تقليل حجمه».
بيوولف ممتن لأنفيرث لقرضه لسيفه، وفي السطر 1488 يخبر الملك هروثغار أنه إذا لم يعد من البحيرة أثناء هجومه على والدة جريندل، فيجب إعطاء سيفه إلى أنفيرث.

### فراقه (السطور 1807-1812)
في صباح اليوم التالي للعيد الاحتفالي بمناسبة مقتل والدة جريندل على يد بيوولف، بيوولف وشعبه يستعدون للعودة إلى منزلهم. أعاد بيوولف السيف إلى أنفيرث، مشيدًا بالسلاح ومالكه: على الرغم من أنه لم يساعده ضد والدة جريندل لم يقل بيوولف «كلمات سيئة»، وشكر أنفيرث على القرض. هذا هو آخر ظهور لـ أنفيرث في القصيدة.